# آيت عمو عيسى (أكلمام أزكزا)
آيت عمو عيسى هي إحدى مشيخات المملكة المغربية، تتبع جغرافيا لإقليم خنيفرة وإداريًا لأكلمام أزكزا. يقدر عدد سكانها بـ 2256 نسمة حسب الإحصاء الرسمي للسكان والسكنى لسنة 2004.